# Церква «Віфанія» (Львів)
Церква «Віфанія» — церква п'ятидесятників у Львові. Знаходиться в районі Підзамче на вулиці Жовківській, 8.

## Історія
Дерев'яний костел Святого Мартина (пол. Kościół św. Marcina) був споруджений з фундації Олександра з Ритвян Зборовського 1630 року для католицького чернечого ордену кармелітів. Сучасного вигляду набув після його відбудови 1736 року в камені після пожежі 1648 року. Кошти для зведення храму надав Ян Рубчинський.
Ян Юліуш Островський стверджував, що Йоган-Георг Пінзель виконав якісь скульптури для костелу.
Пізніше при костелі розміщувався шпиталь для інвалідів війни. Після «йозефінської касати» костел став парафіяльним.
Костел дав назву вулиці, на якій він розташований — вулиця Святого Мартина (так вона називалася у 1890—1943 та 1944—1946 роках).
У 1990-х роках будівлю передали громаді Християн Віри Євангельської — п'ятидесятникам.

## Архітектура
Будівля споруджена з каменю, однонавна, прямокутна в плані, з сиґнатуркою над високим двосхилим дахом. Фасад костелу розчленовують пілястри, оригінальні капітелі іонічного ордеру які скомпоновані з військової арматури. Інтер'єр храму прикрасив фресками художник Йозеф Маєр у XVIII сторіччі (1747—1748). Рококові склепіння храму свого часу розписав Мартин Строїнський. Він також автор розписів фасаду, які ще ледь можна було побачити на початку 1920-х. Розписи рококових склепінь відновив Теофіл Копистинський 1886 року.
До костелу прилягає двоповерхова будівля з келіями, яка з боку головного фасаду має дзвіницю.